# Pyroglutaminsäure
Pyroglutaminsäure oder Pidolsäure ist ein Derivat der Glutaminsäure und zählt nicht zu den (proteinogenen) Aminosäuren. Pyroglutaminsäure besitzt ein stereogenes Zentrum in der 2-Position am Pyrrolidinring, ist also chiral. Es existieren somit zwei Enantiomere: L-Pyroglutaminsäure [Synonym: (S)-Pyroglutaminsäure] und D-Pyroglutaminsäure [Synonym: (R)-Pyroglutaminsäure].
Wenn in diesem Artikel oder in der wissenschaftlichen Literatur „Pyroglutaminsäure“ ohne weiteren Namenszusatz (Präfix) erwähnt wird, ist L-Pyroglutaminsäure gemeint.

## Vorkommen
L-Pyroglutaminsäure ist ein cyclisiertes inneres Amid der L-Glutaminsäure und ist enthalten in Gemüse, Früchten, Gräsern und in Melasse. Peptide mit N-terminalem L-Glutamin, dessen Aminofunktion ungeschützt ist, werden leicht in Pyroglutamyl-Peptide umgewandelt. Im menschlichen Körper kommt es beispielsweise in dem im Hypothalamus gebildeten Peptidhormon Gonadoliberin vor.

## Gewinnung und Darstellung
Beim Erhitzen einer Mischung aus gleichen Gewichtsteilen Glutaminsäure und Wasser in einem Autoklaven erhält man bei Reaktionstemperaturen von 135–140 °C unter Wasserabspaltung Pyroglutaminsäure.

### Chemische Eigenschaften
Die Carboxygruppe der L-Pyroglutaminsäure kann mit Alkoholen im sauren Medium zu L-Pyroglutaminsäureestern (zusammen mit den Salzen der Pyroglutaminsäure auch als Pyroglutamate bezeichnet) verestert werden, die Lactamfunktion bleibt dabei unverändert. Durch Behandeln mit Phosphorpentasulfid wird die Lactamfunktion der L-Pyroglutaminsäureester in eine Thiolactamfunktion umgewandelt.
D- und ebenso L-Pyroglutaminsäure zählen nicht zu den Aminosäuren, weil neben der sauren Carboxygruppe keine basische Aminogruppe im Molekül vorhanden ist, da der Stickstoff im Fünfring Teil eines Lactams (cyclisches Amid) ist. Zugleich sind D- und ebenso L-Pyroglutaminsäure Derivate einer Aminosäure, der D- bzw. L-Glutaminsäure. Pyroglutaminsäure am N-Terminus eines Proteins ist eine typische Blockierung beim Edman-Abbau, wodurch der N-Terminus zuvor abgespalten werden muss.

## Verwendung
Die reinen Enantiomeren der Pyroglutaminsäure, also L-Pyroglutaminsäure und D-Pyroglutaminsäure, werden oft zur Racematspaltung von Aminen eingesetzt. Aus L-Pyroglutaminsäure lässt sich auch L-Prolin synthetisieren. Der chirale Hilfsstoff RAMP wurde aus D-Pyroglutaminsäure synthetisiert. Die Verwendung beider Enantiomeren der Pyroglutaminsäure in weiteren stereoselektiven Synthesen wurde in einem Übersichtsartikel beschrieben.
Der Naturstoff Domoinsäure wurde in einer vielstufigen Synthese aus (S)-Pyroglutaminsäure synthetisiert.